# Красные розы
Красные розы (нем. Rote Rosen) — немецкая дневная теленовелла, выходящая с ноября 2006 года по будням в 14:10 часов (с повтором на следующий день в 9:05 часов) на канале Das Erste. Кроме того, глубокой ночью, а также ранним утром сериал повторяют многие региональные телеканалы, входящие в сеть ARD.
К настоящему моменту в Германии показано более 3500 серий сериала. Кроме Германии сериал транслируется также в Швейцарии, Австрии и Италии. Сериал с самого начала выходит в формате 16:9.

## Сюжет
В центре теленовелы — отношения обитателей 5-звёздочной гостиницы «Три короля» в Люнебурге и «Розового дома». Отличительной особенностью теленовеллы является то, что главной героиней является не молодая девушка, а женщина средних лет.

## В ролях
Протагонисты
| Актёр                    | Персонаж                                                  | Эпизоды                  |
| ------------------------ | --------------------------------------------------------- | ------------------------ |
| Ангела Рой               | Петра Бергман (урож. Янсен)                               | 1–214; 2312–2315 (гость) |
| Йоахим Рааф              | Ник Бергман                                               | 1-214                    |
| Жанетт Раух              | Элис Альберс                                              | 1–330; 381–385 (гость)   |
| Ян Хартман               | Марк Тресков                                              | 9–330                    |
| Кристоф Коттенкамп       | Штеффен Фельдхузен                                        | 191–420; 821–990         |
| Сабина Виттуа            | Нина Ольсен (урож. Фишер)                                 | 201–424                  |
| Аннет Крушке             | Шарлотта Крёгер                                           | 399–597                  |
| Штефан Шилль             | Эрик Зимерс                                               | 418–597                  |
| Штефан Баумеккер         | Мартин Арэнс                                              | 587–798                  |
| Изабель Варелль          | Андреа Веллер (урож. Рот)                                 | 592–798; 834–850 (гость) |
| Мона Кларе               | Геза Матиссен (урож. Греве)                               | 801–1000                 |
| Николас Кёниг            | Тим Матиссен                                              | 801–1000                 |
| Саския Валенсия          | Катя Майснер                                              | 1001–1200                |
| Торстен Ниндель          | Филлип Штайн                                              | 1001–1200                |
| Фальк-Вилли Вайлд        | Клеменс Винтер                                            | 1196–1400                |
| Элизабет Ланц            | Сюзанна Винтер (урож. Катарина Купфер)                    | 1201–1400                |
| Тимоти Пич               | Жан Мертенс                                               | 1387–1600; 1796–1800     |
| Сандра Шпайхерт          | Вера Христиансен (урож. Людер)                            | 1401–1600                |
| Патрик Фихте             | Оле Вольфф                                                | 1586–1814                |
| Майке Боллов             | Тин Хеделунд                                              | 1601–1814                |
| Йенни Юргенс             | Жана Греве (урож. Карстенс)                               | 1801–2000                |
| Клаус Цморек             | Себастьян Восс                                            | 1801–2000                |
| Оливер Зауэр             | Ласе Петерсен                                             | 1991–2175                |
| Анне Молл                | Нора Франке (также доктор Катрин Бургстетт, урож. Кёрнер) | 2001–2200                |
| Йохен Хорст              | проф. Артур Бургстетт                                     | 2075–2200                |
| Шерил Шепард             | Сидни Фликеншильд                                         | 2201–2400                |
| Мики Хардт               | Матис Сегерт                                              | 2201–2400                |
| Йорг Пинч                | Пир Юнкер                                                 | 2391–2600                |
| Патриция Шефер           | Хелен Фрайс                                               | 2400–2600                |
| Маделейн Нише            | Соня Рёдер                                                | 2601–2800                |
| Бьорн Бугри              | Тильманн Оберберг                                         | 2602–2800                |
| Герит Клинг              | Хилли Поллман (урож. Эйскоп)                              | 2801–3000                |
| Аксель Бухгольц          | Фрэнк Поллман                                             | 2801–3000                |
| Клаудия Шмутцлер         | Астрид Рихтер                                             | 3001–3200                |
| Филипп Оливер Баумгартен | Алекс Майвальд                                            | 2986–3200                |
| Яна Хора-Гузман          | Мона Рейхард                                              | 3201–3580                |
| Джудит Зерброк           | Татьяна Петренко                                          | 3202–3435                |
| Герберт Шафер            | Андреас Шрёдер                                            | 3192–3435                |
| Мартин Людинг            | Йенс Рейхард                                              | 3286–3435                |
| Николь Эрнст             | Катрин Зиз                                                | 3426–3570                |
| Даниэль Хартвиг          | Лео Греко                                                 | 3438–3570                |
| Тереза Хюбхен            | Сандра Рейхард                                            | 3571–                    |

Другие основные
| Актёр                  | Персонаж                          | Эпизоды                                |
| ---------------------- | --------------------------------- | -------------------------------------- |
| Герри Хунгбауэр        | Томас Янсен                       | 1–215, 329–                            |
| Бригитте Антониус      | Йохана Янсен                      | 1–                                     |
| Герман Тельке          | Гюнтер Фликеншильд                | 137–                                   |
| Мария Фукс             | Карла Саравакос                   | 400–1390, 1575–                        |
| Хелена Мичке           | доктор Бритта Бергер (урож. Тиес) | 674–1830, 2051–                        |
| Йоахим Крецер          | Торбен Лихтенхаген                | 946–969, 1001–                         |
| Маделейн Лирк          | Эрика Роуз                        | 968–                                   |
| Хаким-Михаэль Мециани  | Бенджамин "Бен" Бергер            | 1036–                                  |
| Аня Франке             | Мерл Ванлоэн                      | 1106–                                  |
| Клаус Дитер Клаусницер | Ханс Людер                        | 1401–                                  |
| Саманта Виана          | Элиан да Сильва                   | 1811–                                  |
| Фредерик Бёле          | Теодор "Тео" Лихтенхаген          | 1867–2075, 2160–2170, 2193–2245, 2291– |
| Константин Люке        | Патрик Милицер                    | 2201–                                  |
| Дана Голомбек          | Сигрид Клаасен                    | 2386–                                  |
| Джонатан Бек           | Тимо Саравакос #2                 | 2389–                                  |
| Малин Штеффен          | Свантье Фрайс                     | 2398–                                  |
| Хенрике Ферс           | Жаклин "Джей-Си" Клаасен          | 2399–                                  |
| Христиан Рудольф       | доктор Арне Фрайс                 | 2400–                                  |

## Награды
| Год  | Премия                  | Номинация |
| ---- | ----------------------- | --- |
| 2011 | Немецкая мыльная премия | Лучшая женская роль в теленовелле: Бригитте Антониус, Ульрике Каргус Лучшая мужская роль в теленовелле: Николас Кёниг, Саша Чорн Лучшая пара: Габриэль Мерц и Мария Фукс Лучший злодей: Гвидо Брошайтit Лучший новичок: Джоанна Семмельрогге Самая сексуальная женщина: Энн Апицш Самый сексуальный мужчина: Дирк Мориц |
| 2012 | Немецкая мыльная премия | Лучшая актриса: Саския Валенсия, Симон Ричер Лучший актёрr: Герри Хунгбауэр, Торстен Ниндель Лучшая пара: Торстен Ниндель и Саския Валенсия Лучший злодей: Штефан Феддерсен-Клаусен Самая сексуальная женщина: Хелена Мичке, Мария Фукс Самый сексуальный мужчина: Петер Фойзе Foyse, Тобиас Розен                      |